# 番茄牛肉通心粉
番茄牛肉通心粉（簡稱茄牛通）是香港的一種通心粉餐點，源於香港的大牌檔，特色是將來自西方的通心粉與東方的湯麵烹調手法融為一體，成為匯聚東西文化的港式麵食。茄牛通以番茄及牛肉煮成的肉湯，並配上意大利粉之一的通心粉，味道酸中帶甜很開胃。現在常見於香港的茶餐廳，香港的港式快餐在早市和下午茶時段亦有提供此菜式。